# Lijst van schepen van de United States Navy (Q)
Deze lijst geeft een overzicht van schepen die ooit in dienst zijn geweest bij de United States Navy waarvan de naam begint met een Q.

## Q
- USS Quail (AM-15, AM-377)
- USS Quaker City (1854)
- USS Quapaw (AT-110)
- USS Quartz (IX-150)
- USS Quastinet (AOG-39)
- USS Queen (1863)
- USS Queen Charlotte (1813)
- USS Queen City (1863)
- USS Queen of France (1777)
- USS Queen of the West (1854)
- USS Queenfish (SS-393, SSN-651)
- USS Queens (APA-103)
- USS Quest (SP-171, AM-281)
- USS Quevilly (1918)
- USS Qui Vive (SP-1004)
- USS Quick (DD-490)
- USS Quicksilver (SP-281)
- USS Quileute (YTB-540)
- USS Quillback (SS-424)
- USS Quincy (AK-21, CA-39, CA-71)
- USS Quinnapin (YT-286)
- USS Quinnebaug (1866, 1875, SP-1687, SP-2478, AOG-71)
- USS Quinsigamond (1864)
- USS Quirinus (ARL-39)
- USS Quiros (PG-40, IX-140)
- USS Quonset (YFB-40)

A · B · C · D · E · F · G · H · I · J · K · L · M · N · O · P · Q · R · S · T · U · V · W · X · Y · Z